# Одна семья — три ребёнка
Одна семья — три ребёнка (кит. 三孩政策, пиньинь sānhái zhèngcè, палл. саньхай чжэнцэ) — демографическая политика Китая, введённая в 2021 году. Согласно новому курсу, семьи имеют право заводить трёх детей.
Данная политика была объявлена 31 мая 2021 года на заседании Политбюро ЦК КПК под председательством генерального секретаря КПК Си Цзиньпина во время обсуждения вопроса старения населения. Это заявление было сделано после обнародования результатов Седьмой национальной переписи населения, которая показала, что число родившихся на материковом Китае в 2020 году составило всего 12 миллионов человек, что является самым низким показателем с 1960 года, и предсказало дальнейшее старение населения, в связи с чем было принято решение создания такого курса. В 2020 году происходил самый медленный темп роста населения, который наблюдался в Китае. Государственное китайское информационное агентство «Синьхуа» заявило, что эта политика получит поддержку с целью сохранения преимущества Китая в области человеческого труда. Однако некоторые граждане Китая выразили недовольство этой политикой, так как они не смогут растить нескольких детей из-за высокой стоимости жизни в Китае.

## История

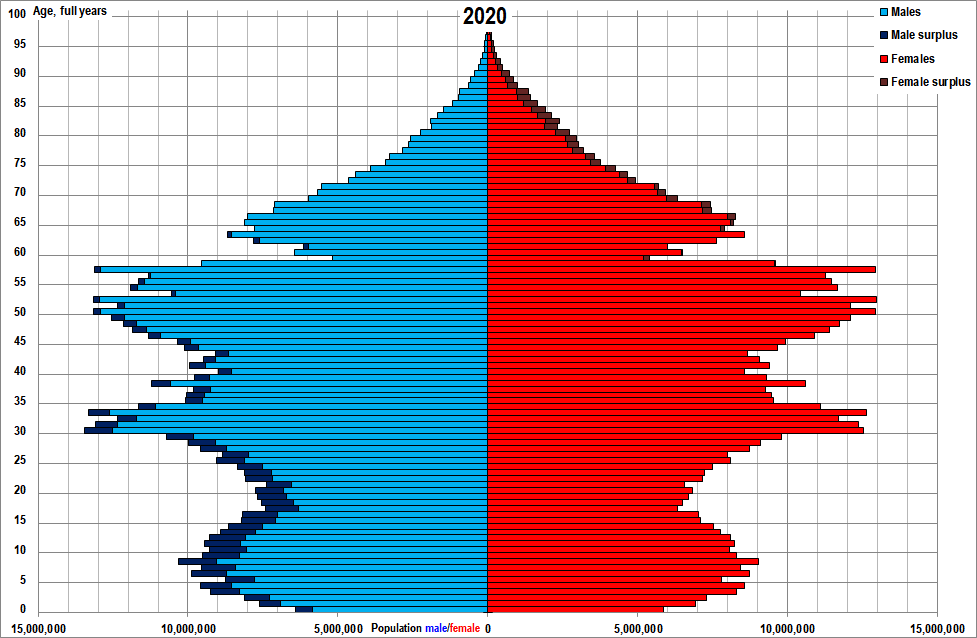
Пирамида одновозрастного населения Китая (2020)

Начиная с 1979 года Китай проводил политику «Одна семья — один ребёнок», согласно которой, пара могла иметь только одного ребёнка. Эта политика привела к сокращению молодого населения и быстрому старению общества. Чтобы замедлить старение населения, в 2015 году ЦК КПК официально запустила политику «Одна семья — два ребёнка», которая ослабила ограничения на рождение детей. Однако эта политика не привела к ожидаемой волне рождаемости, и уровень беременности среди молодых женщин продолжал показывать рекордно низкое падение, снижаясь уже третий год подряд.
В связи с этим, во время сессии Всекитайского собрания народных представителей (ВСНП) 2020 года депутат ВСНП Хуан Сихуа предложил отменить наказания за рождение более двух детей.

## Критика

### Демографический кризис и старение населения Китая
Китай находится в общемировом демографическом тренде глобального старения населения Земли (кроме Африки южнее Сахары) и вызванного им уже в ряде стран, как развитых так и развивающихся, демографического кризиса. Согласно данным демографического прогноза ООН 2019 года, общий коэффициент рождаемости в Китае с 2020 по 2100 год будет в диапазоне от 1,70 рождения на одну женщину до 1,77 рождения на одну женщину. В связи с этим в ряде регионов мира начинают нарастать дефляционные тенденции, вызванные старением населения, демографическим кризисом, изменением спроса и уменьшением потребительской активности. Богатые развитые страны Европы и Азии часто решают проблему демографического кризиса, увеличивая квоты на ввоз большего числа иностранной рабочей силы, что, в свою очередь, бедные, экономически непривлекательные как для квалифицированной, так и для неквалифицированной иностранной рабочей силы, развивающиеся страны себе позволить не могут. Как пример, экономика Китая может столкнуться с широко обсуждаемой в китайских государственных СМИ проблемой: Китай может постареть быстрее, чем его население разбогатеет, что может привести к замедлению роста уровня жизни в Китае и сближения его по зарплатам с другими развитыми и богатыми экономиками Азии: Японией, Республикой Корея, Китайской Республикой, Сингапуром, Гонконгом, и в худшем случае - к экономическому застою, подобному японскому, наблюдаемому уже почти три десятилетия. Но с учётом, что Япония и Южная Корея являются экономически развитыми, богатыми странами с высокими зарплатами, а Китай - лишь развивающейся.
Критики данной политики считают, что снижение рождаемости в КНР произошло бы независимо от политики государства, так как нет убедительных доказательств, что хоть одна в мире государственная политика по контролю рождаемости имела превалирующий эффект на семейное и детородное поведение людей. Скорее, экономические, социальные, культурные, религиозные и т. д. факторы имеют решающее значение на поведение людей в их личной сфере. Несколько главные факторов снижают рождаемость во всех странах мира и в развитых и в развивающихся: демографический переход, эпидемиологический переход, контрацептическая революция, отсутствие войн, всеобщее школьное образование (в частности, для девочек), урбанизация, повышение уровня жизни и доходов населения, активное включение женщин в рынок труда и расширение их гражданских и социальных прав, повышение продолжительности жизни, увеличение среднего возраста населения и доли пожилых людей в обществе, секуляризация. Все эти ключевые факторы, вместе взятые, за вторую половину XX века и начало XXI века резко снизили рождаемость во всём мире.
Демографический переход — исторически быстрое снижение рождаемости и смертности, в результате чего воспроизводство населения сводится к простому замещению поколений, а на заключительном этапе, вследствие падения рождаемости ниже уровня воспроизводства населения (2,1 рождения на женщину), из-за старения населения, и, как следствие, постепенно растущей смертности, рождаемость падает ниже уровня смертности, и возникает депопуляция. Этот процесс является частью перехода от традиционного общества (для которого характерна высокая рождаемость и высокая смертность) к индустриальному, а затем и к постиндустриальному (для которых характерна низкая рождаемость и низкая смертность, но из-за процессов демографического старения населения всё более растущая смертность). Последняя, заключительная фаза демографического перехода характерна для индустриальных и постиндустриальных обществ, как в развитых, так и в развивающихся странах, где уже завершился демографический переход. К концу XX века в последней фазе демографического перехода были в основном только развитые страны и небольшое количество развивающихся стран, завершивших демографический переход, но со временем в XXI веке к последней фазе перешли и менее развитые страны, и данный переход стал приобретать черты общемирового демографического тренда, приводящего к глобальному старению населения Земли (кроме Африки южнее Сахары) и вызванному им уже в ряде стран, как развитых, так и развивающихся, демографическому кризису.

### Прогноз Вашингтонского университета
По прогнозам учёных из Вашингтонского университета, сделанным в июле 2020 года, к 2050 году в 151 стране, а к 2100 году уже в 183 из 195 стран мира рождаемость упадёт ниже уровня воспроизводства населения (2,1 рождения на одну женщину), необходимого для поддержания численности населения на одном уровне. Ожидается, что численность населения к 2100 году сократится как минимум наполовину в 23 странах мира, и что ещё в 34 странах произойдёт сокращение населения от 25 до 50 %, включая Китай. Население Китая сократится с 1,4 миллиарда человек в 2017 году до 732 миллионов в 2100 году, что сделает Китай только третьей по населению страной в мире после Индии (1,09 миллиарда человек) и Нигерии (791 миллион человек).